# Dendrobium hainanense
Dendrobium hainanense är en orkidéart som beskrevs av Robert Allen Rolfe. Dendrobium hainanense ingår i släktet Dendrobium, och familjen orkidéer.
Artens utbredningsområde är Hainan (Kina). Inga underarter finns listade i Catalogue of Life.